# Smarano
Smarano este o comună din provincia Trento, regiunea Trentino-Alto Adige, Italia, cu o populație de 492 de locuitori și o suprafață de 6.28 km².

## Demografie
Format:Demografia/Smarano